# Montmédy
Montmédy (Gaumais: Mâdy) is een plaats en gemeente in het Franse departement Meuse (regio Grand Est). De plaats maakt deel uit van het arrondissement Verdun. Montmédy telde op 1 januari 2022 2.018 inwoners.

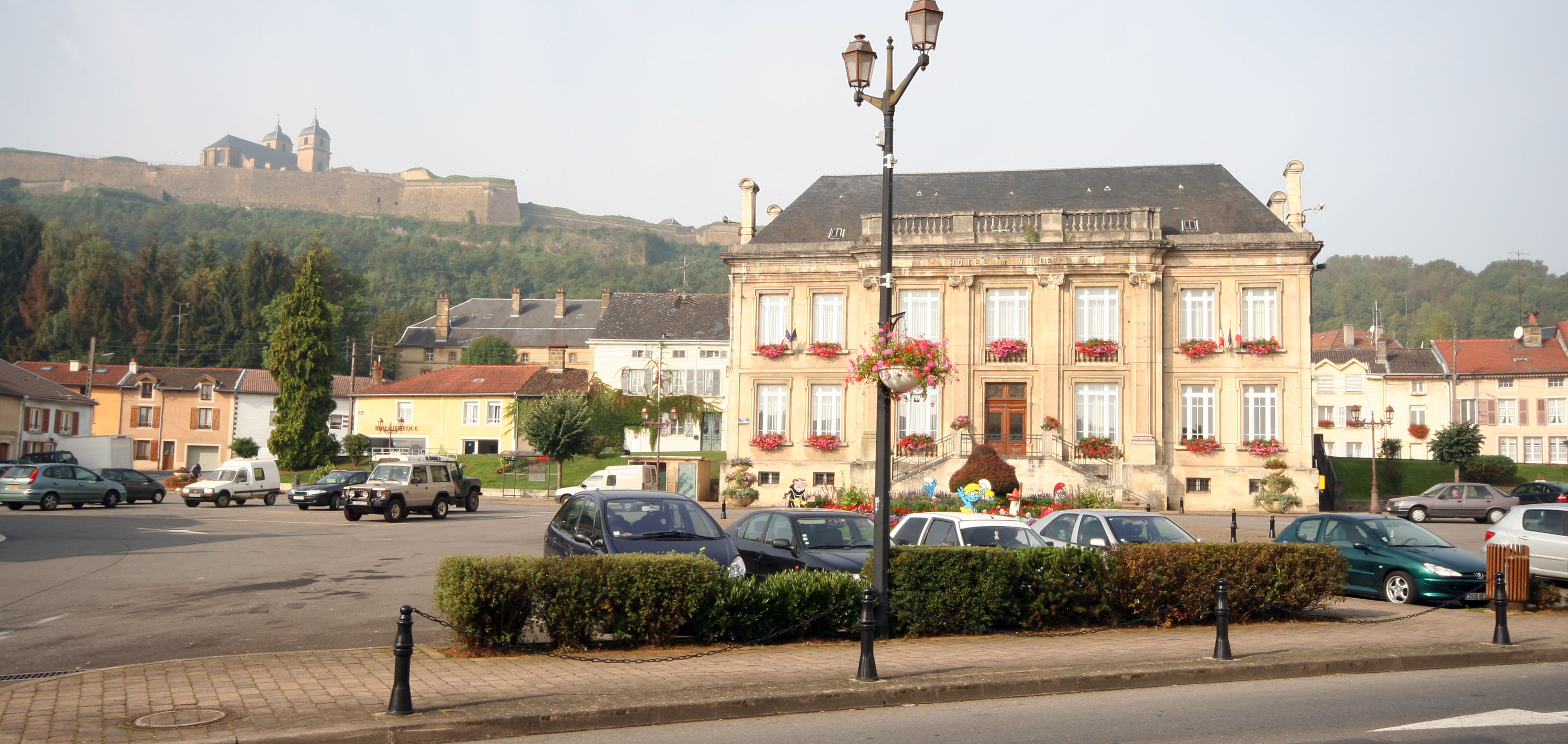
Het stadhuis (Hôtel de Ville) met de Citadel van Montmédy-Haut op de achtergrond.

## Geografie

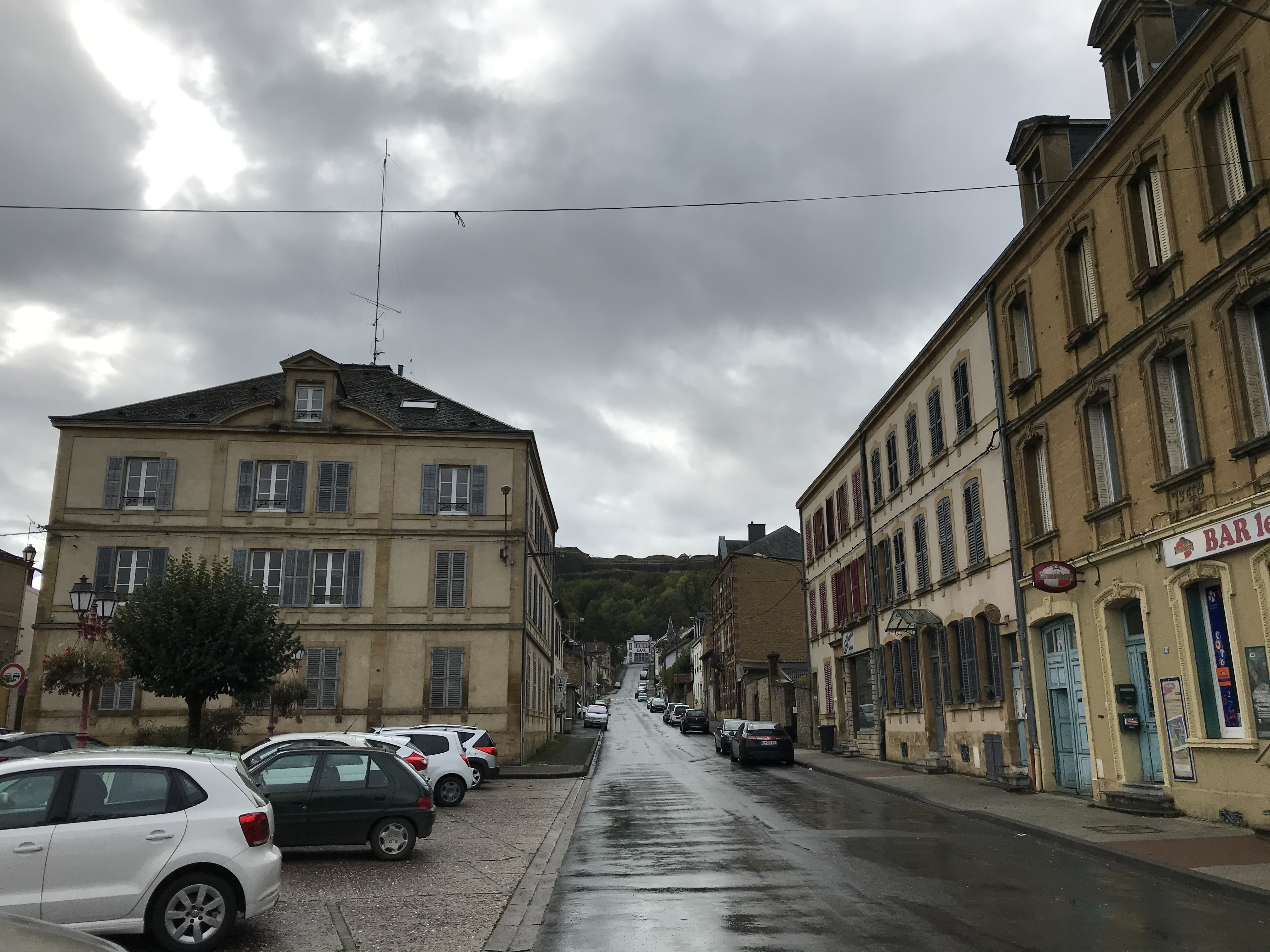
Rue de la 2ème Division Blindée

Montmédy ligt op een kruispunt van diverse regionale wegen en het deel van de E44 tussen Charleville-Mézières en Luxemburg.
Binnen de gemeentegrenzen ligt het Plateau van Tivoli met daarop het hoogste punt van de omgeving. De graven van Chiny besloten echter hun burcht, die later tot de Citadel zou uitgroeien, op de lagere naastgelegen heuvel te bouwen omdat deze beter te verdedigen was. Tegen het plateau zijn de plaatsen Thonnelle, Avioth, Verneuil-Petit en binnen de gemeentegrenzen Fresnois en de buurtschap Tivoli aan gebouwd.
De rivier de Chiers stroomt door Montmédy en om de heuvel waarop de Citadel van Montmédy-Haut gebouwd is. Verschillende rivieren stromen in de gemeente Montmédy in de Chiers, de Othain, de Thonne en de Chabot. Even westwaarts van Montmédy mondt ook de Loison uit.
In de benedenstad bevindt zich het spoorwegstation Montmédy en in de voormalige kazernegebouwen is sedert 1990 een gevangenis gevestigd.
| Aangrenzende gemeenten             | Aangrenzende gemeenten        | Aangrenzende gemeenten | Aangrenzende gemeenten | Aangrenzende gemeenten          |
| ---------------------------------- | ----------------------------- | ---------------------- | ---------------------- | ------------------------------- |
| Thonne-les-Près                    |                               | Avioth Thonnelle       |                        | Thonne-la-Long                  |
|                                    |                               |                        |                        |                                 |
| Vigneul-sous-Montmédy              | Verneuil-Grand Verneuil-Petit |                        |                        |                                 |
|                                    |                               |                        |                        |                                 |
| Han-lès-Juvigny Juvigny-sur-Loison |                               | Iré-le-Sec             |                        | Bazeilles-sur-Othain Villécloye |

## Geschiedenis
Zie de geschiedenis van Montmédy-Haut

## Overige kernen
Behalve Montmédy en Montmédy-Haut vallen de dorpen Iré-les-Près, Fresnois en het gehucht Tivoli (voorheen Les Folies) onder deze gemeente.
| Ligging overige kernen | Ligging overige kernen | Ligging overige kernen | Ligging overige kernen | Ligging overige kernen |
| ---------------------- | ---------------------- | ---------------------- | ---------------------- | ---------------------- |
| Tivoli                 |                        |                        |                        | Fresnois               |
|                        |                        |                        |                        |                        |
| Montmédy-Haut          |                        |                        |                        |                        |
|                        |                        |                        |                        |                        |
|                        |                        |                        |                        | Iré-les-Près           |

## Geografie
De oppervlakte van Montmédy bedraagt 23,49 vierkante kilometer; Op 1 januari 2022 was de bevolkingsdichtheid 85,9 inwoners per km².

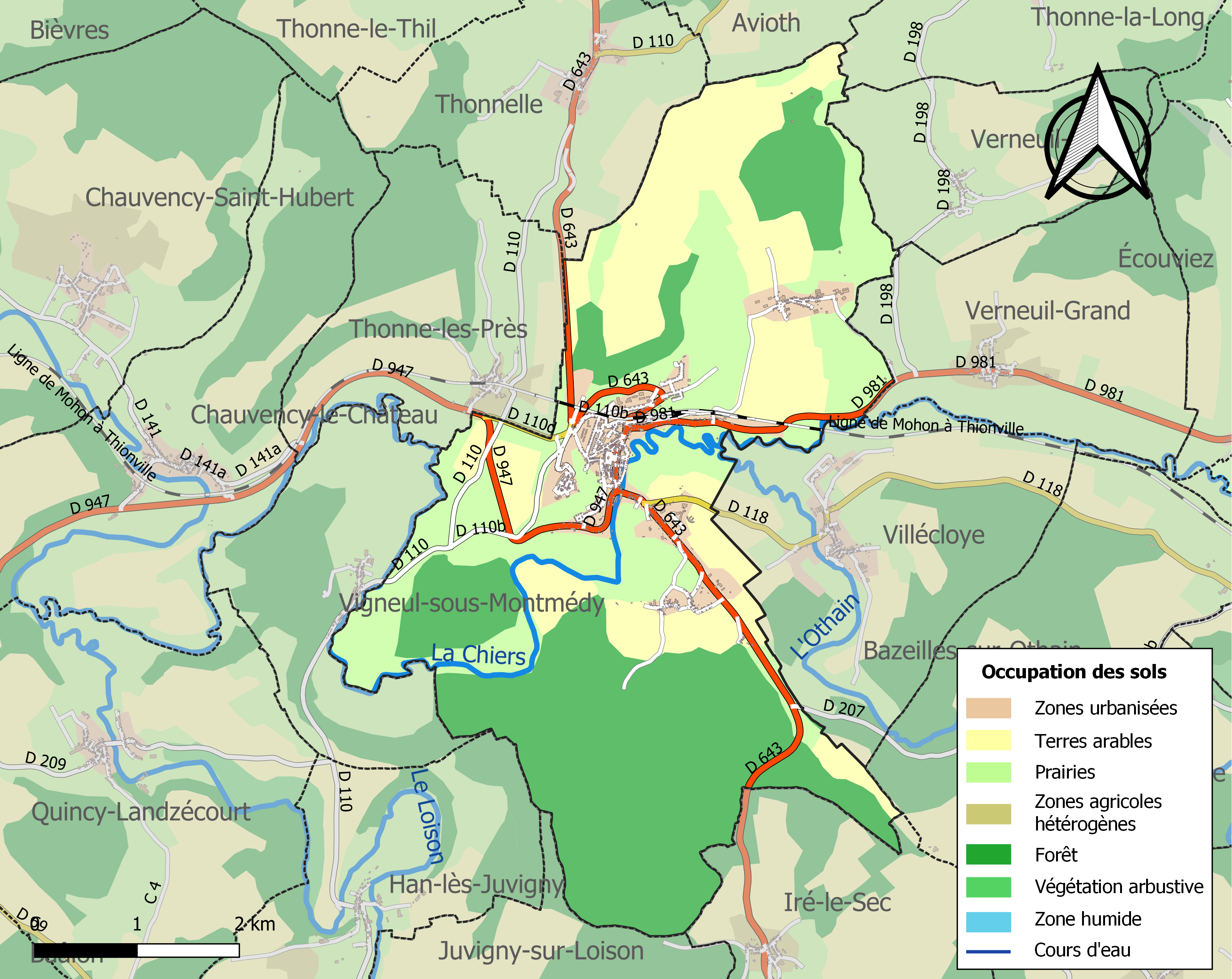
Kaart van de gemeente met de belangrijkste infrastructuur, bodemgebruik en omliggende gemeenten

## Demografie
Onderstaande figuur toont het verloop van het inwonertal.
In het inwoneraantal zijn ook de ongeveer 300 bewoners van de plaatselijke gevangenis meegeteld. De aanwezigheid van deze gevangenen verklaart de sterke toename van de bevolking tussen 1990 (toen de gevangenis geopend werd) en 1999.

## Geboren
- Nicolas Bochsa (1789-1856), componist, dirigent, muziekpedagoog en harpist.
- Georges Villa (1883), tekenaar, karikaturist, illustrator van onder andere werk van Edgar Allan Poe.
- Jean Lanher (1924-2018), emeritus hoogleraar van de Universiteit van Lotharingen in Nancy, gespecialiseerd in Lotharingse dialecten.